# JUNGLE JANE TOUR LIVE
『JUNGLE JANE TOUR LIVE』（ジャングル・ジェーン・ツアー・ライヴ）は、日本のギタリストである高中正義のライブ・アルバム及びライブ・ビデオである。

## 解説
1986年7月2日にオリジナルアルバム『JUNGLE JANE』が発売され、9月16日から17日にアルバム『JUNGLE JANE』を引っさげて行われたライブツアー『「JUNGLE JANE」 TOUR LIVE』の中野サンプラザ公演の模様を収録したアルバムである。
1986年11月29日にVHS、12月20日にCDとLDが発売され、2003年9月29日にDVDにフォーマットを変更して再発売された。

## 収録曲
| 全作曲: 高中正義。 |                       |               |            |       |
| #                  | タイトル              | 作詞          | 作曲・編曲 | 時間  |
| 1.                 | 「JUNGLE JANE」       | リリカ新里    | 高中正義   | 6:40  |
| 2.                 | 「BAY STREET FIX」    | Jeff Brown    | 高中正義   | 6:49  |
| 3.                 | 「WARM SUMMER WOMAN」 |               | 高中正義   | 3:41  |
| 4.                 | 「エピダウロスの風」  | リリカ新里    | 高中正義   | 4:37  |
| 5.                 | 「BLUE LAGOON '86」   | Darek Jackson | 高中正義   | 10:18 |
| 6.                 | 「CHASE」             |               | 高中正義   | 5:15  |
| 7.                 | 「JACKIE'S TRAIL」    | Jeff Brown    | 高中正義   | 5:26  |
| 8.                 | 「CHINA」             | Jeff Brown    | 高中正義   | 6:28  |
| 9.                 | 「JUMPING TAKE OFF」  |               | 高中正義   | 4:46  |
| 10.                | 「SHAKE IT」          | リリカ新里    | 高中正義   | 5:20  |
| 11.                | 「渚・モデラート」    | リリカ新里    | 高中正義   | 8:18  |
| 合計時間:          | 合計時間:             | 合計時間:     | 67:38      |       |

| 全作曲: 高中正義。 |                                |               |            |
| #                  | タイトル                       | 作詞          | 作曲・編曲 |
| 1.                 | 「プロローグ (SONNA BAHAMA!)」 |               | 高中正義   |
| 2.                 | 「JUNGLE JANE」                | リリカ新里    | 高中正義   |
| 3.                 | 「WARM SUMMER WOMAN」          |               | 高中正義   |
| 4.                 | 「エピダウロスの風」           | リリカ新里    | 高中正義   |
| 5.                 | 「BLUE LAGOON '86」            | Darek Jackson | 高中正義   |
| 7.                 | 「CHASE」                      |               | 高中正義   |
| 8.                 | 「JUMPING TAKE OFF」           |               | 高中正義   |
| 9.                 | 「渚・モデラート」             | リリカ新里    | 高中正義   |
| 10.                | 「エピローグ (RA-KU-DA)」      |               | 高中正義   |

## 楽曲解説

### CD
1. JUNGLE JANE
  - オリジナルは1986年に発売されたアルバム『JUNGLE JANE』に収録されている。
2. BAY STREET FIX
  - オリジナルは1986年に発売されたアルバム『JUNGLE JANE』に収録されている。
3. WARM SUMMER WOMAN
  - オリジナルは1986年に発売されたアルバム『JUNGLE JANE』に収録されている。
4. エピダウロスの風
  - オリジナルは1985年に発売されたシングル「エピダウロスの風」に収録されている。
5. BLUE LAGOON '86
  - オリジナルは1979年に発売されたアルバム『JOLLY JIVE』に収録されている。
  - ライブツアー『「JUNGLE JANE」 TOUR LIVE』を開催するにあたって、新たに歌詞が追加されている。
6. CHASE
  - オリジナルは1985年に発売されたアルバム『TRAUMATIC 極東探偵団』に収録されている。
7. JACKIE'S TRAIL
  - オリジナルは1985年に発売されたアルバム『TRAUMATIC 極東探偵団』に収録されている。
8. JUMPING TAKE OFF
  - オリジナルは1983年に発売されたアルバム『CAN I SING?』に収録されている。
9. SHAKE IT
  - オリジナルは1986年に発売されたアルバム『JUNGLE JANE』に収録されている。
10. 渚・モデラート
  - オリジナルは1985年に発売されたアルバム『TRAUMATIC 極東探偵団』に収録されている。

### LD/VHS/DVD
1. プロローグ (SONNA BAHAMA!)
  - 「SONNA BAHAMA!」は1986年に発売されたアルバム『JUNGLE JANE』に収録されている。
2. JUNGLE JANE
3. WARM SUMMER WOMAN
4. エピダウロスの風
5. BLUE LAGOON '86
6. CHASE
7. JUMPING TAKE OFF
8. 渚・モデラート
9. エピローグ (RA-KU-DA)
  - 「RA-KU-DA」は1986年に発売されたアルバム『JUNGLE JANE』に収録されている。

## 参加ミュージシャン
- Guitar：高中正義
- Keyboards：森村献, 石川清澄
- Bass：Darek Jackson
- Drums：北村健太
- Chorus：大滝裕子, 吉川智子